# Masirana kuramotoi
Masirana kuramotoi är en spindelart som beskrevs av Komatsu 1974. Masirana kuramotoi ingår i släktet Masirana och familjen Leptonetidae. Inga underarter finns listade i Catalogue of Life.